# Dermestes murinus
Dermestes murinus es una especie de escarabajo de piel del género Dermestes, orden Coleoptera. Fue descrita por Linnaeus en 1758.

## Descripción
Mide 7-9 mm de longitud. La cabeza, pronoto y élitros están cubiertos de pelos blancos y negros.

## Distribución y hábitat
Se distribuye por Europa. Se sabe que habita sobre la carroña, donde se alimenta de huesos, plumas, pelos, piel y carne. Se mantiene activa a finales de la primavera y el verano.